# Schloßbrauerei Reckendorf Georg Dirauf

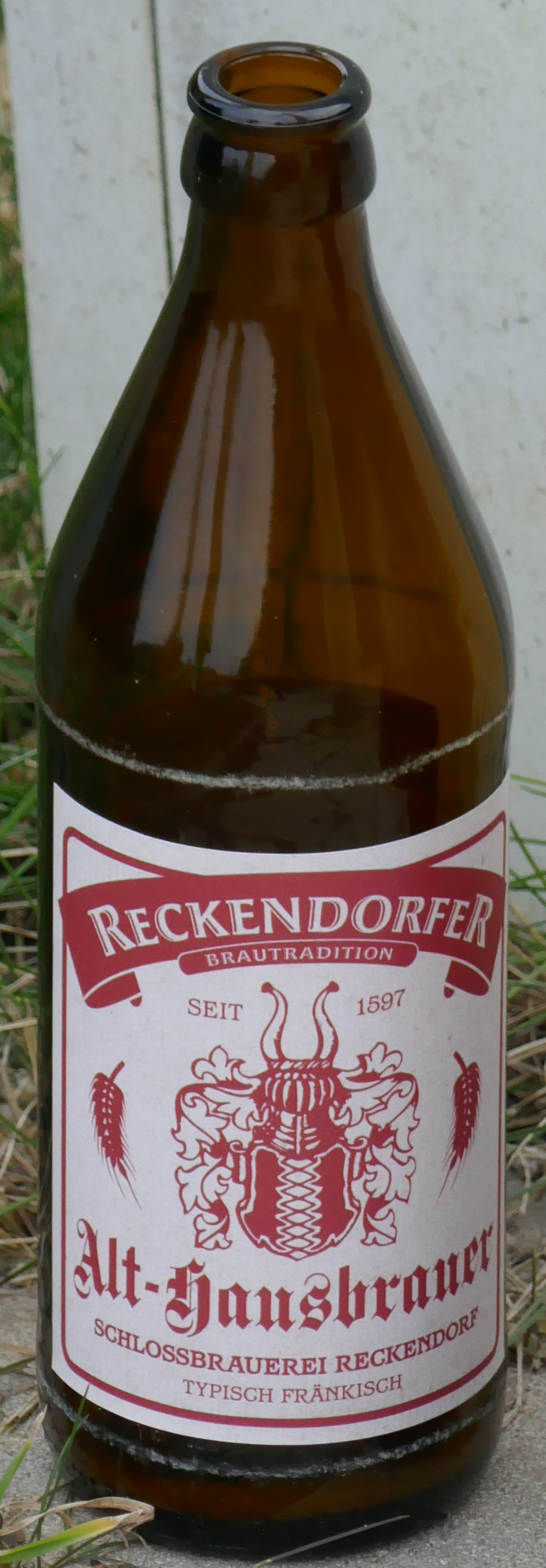
Bierflasche Brauerei Reckendorf

Die Schloßbrauerei Reckendorf Georg Dirauf GmbH & Co. KG ist eine Bierbrauerei im oberfränkischen Reckendorf, einer Gemeinde im Landkreis Bamberg. Die Brauerei hat eine Jahresproduktion von 28.000 Hektolitern.
Die Chronik der Brauerei geht bis auf 1597 zurück, dem Jahr der „Schank- und Braugerechtigkeit“. Das Schloss verfiel, die Brauerei und Gaststätte blieben jedoch erhalten. 1930 pachtete Georg Dirauf sowohl Brauerei als auch Gaststätte und kaufte beides 1952. Nach dem Tod Diraufs leitete seine Tochter Lonia Eichhorn das Unternehmen. Deren Nachfolger wurde ihr Sohn Dominik Eichhorn. 2018 wurde ein neues Sudhaus für 70 hl pro Tag in Betrieb genommen. Die Brauerei verwendet Brauwasser aus eigenem Brunnen, Hopfen aus der Stadt Spalt und der Hallertau. Die für die Brauerei typische Brauhefe wird dort selbst vermehrt. Außer Weissbier und Keller-Bier werden alle Biersorten filtriert.
Die Produktpalette umfasst die Biersorten Keller-Bier, Helle Freude, Schlössla, Weissbier, Lagerbier, Dunkelbier, Edel-Pils, Weizenbock, Henrici Bock, Weizenbock und Radler. Abgefüllt wird in Kronkorkenflaschen und Bierfässern.  Für die Brauerei Zellmann aus Bischberg-Tütschengereuth wird im Lohnverfahren gebraut. Die Brauerei ist Mitglied im Brauring, einer Kooperationsgesellschaft privater Brauereien aus Deutschland, Österreich und der Schweiz.